# Cleruchus vagatus
Cleruchus vagatus is een vliesvleugelig insect uit de familie Mymaridae. De wetenschappelijke naam is voor het eerst geldig gepubliceerd in 1959 door Ogloblin.